# Michou (groupe)
Pour les articles homonymes, voir Michou.
Michou était un groupe de folk rock canadien situé à Windsor, en Ontario. Le groupe a été actif entre 2007 et 2012.

## Histoire
Le groupe Michou a été lancé par l'auteur-compositeur-interprète Mike Hargreaves en tant que projet solo. En 2007, il rejoint le multi-instrumentiste Ryan Ard, le claviériste/trompettiste Sasha Appler, le bassiste Ryan Frith et le batteur Stefan Cvetkovic pour créer un groupe complet. Le premier album de Michou était l'EP de 2007, Medea. Leur premier album studio Myshkin est sorti en 2008 au Canada, et a produit un clip pour le single "Control" diffusé sur MuchMusic et MTV.
Michou a enregistré trois chansons acoustiques, "Rosehips", "Four Brothers" et "Weak Knees", au studio Empire Recording de Winnipeg. Ceux-ci sont sortis en 2009 sous la forme d'un EP intitulé Rosehips ; la version était limitée à 500 téléchargements Dropcard.
Michou a sorti son deuxième album studio intitulé Cardona en février 2010. L'album comprenait deux singles, « Growing Younger » et « Eavesdropping » ; les vidéos de ceux-ci ont été largement diffusées sur MuchMusic,. Cardona a été produit par le musicien/producteur Phil Deschambeau, basé à Winnipeg.
L'année suivante, Michou a reçu le prix « Artiste de l'année » de XM Canada,. Plus tard la même année, Michou sort son deuxième EP intitulé Celebrate Love et fait une tournée à travers le Canada pour le soutenir.
Le groupe Michou s'est officiellement dissous à l'automne 2012. Hargreaves et Cvetkovic ont ensuite formé The Walkervilles, avec leur ami de longue date et collègue musicien de Windsor, Pat Robitaille.

## Discographie
- Medea (2007)
- Myshkin (2008)
- Rosehips (2009)
- Cardona (2010)
- Celebrate Love (2011)
- Naked (2017)
- Easy Breather (2017)